# Коллекционер 3
«Коллекционе́р 3» (англ. The Collected — «Собранный») — будущий американский фильм ужасов режиссёра Маркуса Данстэна, продолжение картины «Коллекционер 2» 2012 года. Главные роли сыграют Джош Стюарт и Эмма Фитцпатрик.

## В ролях
- Джош Стюарт — Аркин О’Брайен
- Эмма Фитцпатрик — Елена Питерс
- Том Аткинс — отец Аркина
- Питер Джайлз — Коллекционер
- Рэнди Хейвенс
- Дот-Мари Джонс
- Нави Рават

## Создание
Маркус Данстэн и Патрик Мелтон анонсировали фильм «Коллекционер 3» (на англ. The Collected) в ноябре 2012 года, ещё до выхода второго фильма. В августе 2014 года стало известно, что производство будет осуществлять LD Entertainment, а Джош Стюарт повторит роль Аркина. В мае 2019 года Стюарт объявил о возрождении проекта и опубликовал в сеть постер; столь медленную разработку портал Bloody Disgusting объяснил плохими показателями кассовых сборов «Коллекционера 2». Эмма Фитцпатрик вернулась к роли Елены, а Том Аткинс получил роль отца Аркина. За продюсирование ленты взялись Дэвид Браун и Бретт Форбс. Впоследствии LD Entertainment покинула проект, и права на триквел перешли во владение студии Брауна Clear Horizon Entertainment.
Съёмки фильма стартовали 23 сентября 2019 года в Атланте; помимо Стюарта, Фитцпатрик и Аткинса в них участвовали Рэнди Хейвенс, Дот-Мари Джонс и Нави Рават. В роли Коллекционера снимался Питер Джайлз. Неожиданно после восьми дней съёмок производство картины прекратилось: со съёмочной площадки были украдены реквизиты, а продюсер вдруг перестал отвечать на звонки и электронные письма Данстэна. Поскольку прав на фильм у режиссёра не было, завершить производство он не мог. По словам Мелтона, отснятого материала было очень мало. Съёмки должны были возобновиться в начале 2021 года в Ванкувере, но этого не произошло.
В 2022 году в беседе с порталом Screen Rant Данстэн отметил, что производство триквела не отменено и продвигается очень медленно. В середине июля 2024 года, в интервью, приуроченном к релизу картины «Все мои друзья мертвы», Данстэн заявил, что «Коллекционер 3» всё же выйдет на экраны: «Примерно четыре дня назад все юридические проблемы, сдерживающие производство, были устранены. И, могу вам сказать, он возвращается. Кричите громко и гордо: Коллекционер возвращается. Он свободен. Это будет неистовый грузовой поезд на пути к вашему страху. Мы сделаем всё правильно!». Режиссёр добавил, что приложит все усилия, чтобы сделать третий фильм лучшим в трилогии.

## Релиз
По данным Screen Rant, «Коллекционер 3» выйдет в 2025—2026 году.